# 辛普利斯蒂山
85°6′S 174°38′W / 85.100°S 174.633°W
辛普利斯蒂山是南極洲的山峰，位於杜費克海岸的麥克格雷格冰川北岸，屬於毛德王后山脈的一部分，處於克里利山以西1.6公里，現時由南極條約體系管理。